# The World According to Gessle
The World According To Gessle (с англ. — «Мир глазами Гессле») — третий сольный студийный студийный альбом шведского поп-рок музыканта Пера Гессле, выпущенный 2 мая 1997 года. Это первый англоязычный сольник музыканта. Название альбома — перефразированное название романа американского писателя Джона Ирвинга «Мир глазами Гарпа» (англ. The World According to Garp).
После выхода альбом возглавил шведские чарты альбомов.
Песни «Do You Wanna Be My Baby?», «Kix» и «I Want You to Know» были выпущены в качестве синглов из этого альбома. Все видеоклипы на эти синглы снял шведский режиссёр Юнас Окерлунд. После окончания песни «Lay Down Your Arms» на альбоме записан скрытый трек — альтернативная версия песни «Kix», названная «Cha-cha-cha» и исполненная в стиле Элвиса Пресли. На японском издании альбома записана дополнительная песня «Love doesn’t live here»: песня была написана Пером Гессле для американской певицы Белинды Карлайл — она записала её для своего альбома «A Woman & a Man».
Для записи данного альбома Гессле пригласил музыкантов шведских групп Brainpool и Gyllene Tider.

## Издание 1997 года
Альбом записывался на Atlantis Studios, Polar Studios и EMI Studios в Стокгольме в период с сентября 1996 по январь 1997 года.
Мари Фредрикссон, коллега Гессле по дуэту Roxette появляется в качестве «специально приглашённого гостя» и исполняет партию бэк-вокала в композиции «I’ll be alright», в то время как большинство музыкантов, записывающих альбом были из шведской группы Пера Gyllene Tider, также как и музыканты Roxette, а также музыканты из шведской группы Brainpool.
Песня «T-t-t-take it!» была изначально написана для Roxette и должна была войти на альбом «Don't bore us, get to the Chorus» (1995), но вместо неё выбрали «June afternoon», и в итоге «T-t-t-take it!» оказалась на этом сольнике Гессле. Вместе с тем песня Roxette «June Afternoon» была изначально написана для этого альбома, однако Гессле всё же решил издать её в альбоме «Don’t Bore Us, Get to the Chorus!» (1995).
На альбом есть также скрытый трек — несколько иная версия песни «Kix», исполненная в джазовом стиле. На обложке альбома и в буклете информация об этом треке отсутствует. В одном интервью Пер Гессле как-то рассказал, что эта песня называется «Kix-cha-cha!» и что он хотел звучать также как Элвис Пресли, когда записывал эту версию.
В Швеции была изготовлена промокассета тиражом всего 100 копий, но трек-лист на ней был отличным от трек-листа оригинального альбома. Эту кассету никогда не отправляли ни в одно СМИ. Тогда была сделана новая промокассета, которую и отправили журналистам и на радиостанции.
В японском издании альбома есть бонус-песня «Love doesn’t live here». Она была выпущена только лишь в японском издании, а также на сингле «Kix». Эту песню Гессле первоначально написал для певицы Белинды Карлайл, однако позже сам записал и демоверсию, и свой оригинальный трек.
Во всем мире продалось более 400 000 копий альбома.
Продюсеры: Пер Гессле, Микаэль Ильберт и Кларенс Эверман. Песня «В-Any-1-U-Wanna-B» была спродюсирована Кристофером Лундквистом.

## Издание 2008 года
В 2008 году было объявлено, что по сведениям компании EMI весь оригинальный тираж альбома одиннадцатилетней давности был распродан полностью и Пер Гессле решил выпустить ещё один, но с дополнительными песнями, демоверсиями известных хитов и проч. Сам Пер в интервью назвал это издание «super duper extra turbo deluxe with cheese on it edition»
В интервью Пер также сказал пару слов о демоверсиях, записанных на втором бонусном диске:
1. «Elvis in Deutschland» была записана примерно через год после демоверсии «Elvis in Germany». Я записал эту версию потому что не был достаточно удовлетворен словами в припеве версии «EiG»!!! В «EiD» припев в корне отличается и это баллада, типа… но позже я вернулся к «EiG.» Мудрое решение было, если вы хотите знать мое мнение.
2. Иная версия текста «Every Day Outside My Window» была отправлена Мари через несколько лет и стала балладой «Every Day» в её исполнении.
3. То же самое и с песней «Beautiful Things, Terrible Things», которая превратилась в «Beautiful Things».
4. …и, конечно же, все песни в новом альбоме переписаны с улучшенным качеством звука. Мне всегда казалось, что оригинальные записи были слегка тяжеловаты, сейчас мы это исправили.
5. «Detective Jones» также существует с изменённым текстом и называется «Young» и был записан Стаффаном Офферманом в 1980-х.
6. «June Afternoon» в итоге попала на альбом Roxette «Don’t bore us» но изначально предназначалась для «TWATG». Мике Сюд играет на барабанах и, мне кажется, она звучит замечательно. Одна из моих самых лучших песен.
7. «Makin' Love to You» была изначально также записана для «TWATG».
8. Демоверсия песни «Reporter» называется «Writer». Песня была записана на альбом со всего лишь измененным названием.
9. Остальные песни были записаны как демоверсии (кажется, большинство из них я забыл), но они звучат крайне похоже на то, что вышло в итоге и попало на альбом. Что ж, мне кажется этот альбом будет интересен всем поклонникам, ну и более или менее, из всех демоверсий вы что-то должны узнать…

Пер также сообщил, что в альбом не попала уже записанная версия песни «Kix (lovely pair remix)».

## Музыканты
- Пер Гессле — вокал, бэк-вокал, электро- и акустическая гитара, пианино, гармоника, тамбурин
- Мике «Норд» Андерссон — акустическая гитара
- Мике «Сюд» Андрерссон — ударные и перкуссия
- Дэвид Брайд — электро- и акустическая гитара
- Мари Фредрикссон — бэк-вокал (в композиции «I’ll Be Alright»)
- Андрес Херрлин — бас-гитара
- Майкл Ильберт — перкуссия, сведение, струнные
- Йонас Исакссон — электрогитара
- Йенс Йонссон — ударные и перкуссия
- Кристофер Лундквист — электро- и бас-гитара, бэк-вокал
- Матс МП Перссон — электро- и акустическая гитара
- Кларенс Эверман — акустическая гитара, орган, пианино, синтезатор, сведение, струнные, бэк-вокал

## Список песен оригинального альбома (1997)
1. Stupid 3.31
2. Do You Wanna Be My Baby? 3.47
3. Saturday 3.53
4. Kix 4.06
5. I Want You to Know 3.57
6. Reporter 4.17
7. B-Any-1-U-Wanna-B 3.57
8. Wish You The Best 4.51
9. Elvis in Germany (Let’s Celebrate!) 4.11
10. T-T-T-Take It! 3.16
11. I’ll Be Alright 3.50
12. There is My Baby 3.48
13. Lay Down Your Arms 4.20
14. Kix-cha-cha! 1.28 («песня-призрак» после трека № 13)
15. Love doesn’t live here 4.42 (только на альбоме, изданном в Японии)

## Список песен издания 2008 года
Диск 1 (Original tracks and extras)
1. Stupid
2. Do You Wanna Be My Baby?
3. Saturday
4. Kix
5. I Want You to Know
6. Reporter
7. B-Any-1-U-Wanna-B
8. Wish You The Best
9. Elvis in Germany (Let’s Celebrate!)
10. T-T-T-Take It!
11. I’ll Be Alright
12. There is My Baby
13. Lay Down Your Arms
14. Kix-cha-cha (отдельный трек в отличие от оригинального издания)
15. Love Doesn’t Live Here
16. Always Breaking My Heart
17. I Wanna Be With You
18. Blue Umbrella
19. Jupiter Calling
20. Let’s Party

Диск 2 (The Demos according to Gessle)
1. There Is My Baby (27 июня, 1994)
2. I’ll Be Alright (16 июля, 1994)
3. June Afternoon (17 июля, 1994)
4. Writer (17 июля, 1994) — демоверсия песни Пера Гессле «Reporter» (1997)
5. T-T-T-Take It! (12 сентября, 1994)
6. Elvis in Germany (2 ноября, 1994)
7. Every Day Outside My Window (28 декабря, 1995) — демоверсия песни Roxette «Every Day» (2002)
8. Love Doesn’t Live Here (25 февраля, 1996)
9. Detective Jones (29 февраля, 1996)
10. Beautiful Things, Terrible Things (7 апреля, 1996) — демоверсия песни Roxette «Beautiful Things» (1999)
11. Elvis in Deutschland (26 апреля, 1996)
12. Makin' Love to You (акустическая версия) (9 июня, 1996)
13. Lay Down Your Arms (23 июня, 1996)
14. Do You Wanna Be My Baby? (12 августа, 1996)
15. B-Any-1-U-Wanna-B (24 октября, 1996)
16. Stupid (28 октября, 1996)
17. Saturday (2 ноября, 1996)
18. Drum (2 ноября, 1996) — демоверсия песни Пера Гессле «Wish You the Best» (1997)
19. I Want You to Know (28 декабря, 1996)
20. Kix (2 января, 1997)

## Обзор песен
8. Wish You The Best: демоверсия песни была записана 2 ноября 1996 в хальмстадской студии «T&A» под названием «Drum». На альбоме Roxette Good Karma (2016) вышел трек «April Clouds» в исполнении Мари Фредрикссон, который де факто является «кавером» на сольную композицию Гессле. По сообщению самого музыканта в интервью порталу «The Daily Roxette», именно «April Clouds» является оригинальной песней и была написана им до 1997 года, а его сольная версия «Wish You The Best» — результат переделки оригинального текста — была записана им позднее.

## Чарты
Альбом (оригинальное издание) вошёл в шведский чарт 9 мая 1997 года на 4 позиции и продержался в нём в течение 22 недель, возглавив чарт лишь однажды. Альбом также вошёл в чарты Бельгии (2 недели, макс. 45 позиция) и Норвегии (1 неделя, макс. 35 позиция). Переиздание 2008 года провело в чарте всего 1 неделю на 14 месте.
| Чарт                   | Наивысшая позиция   | Сертификация |
| ---------------------- | ------------------- | ------------ |
| Шведский чарт альбомов | 1 1997              | золотой      |
| Шведский чарт альбомов | 14 2008 переиздание |              |

## Синглы (в 1997 году)
1. «Do you wanna be my baby?»
2. «Kix»
3. «I want you to know»

## Отзывы критиков
| Оценки критиков | Оценки критиков |
| Источник        | Оценка          |
| --------------- | --------------- |
| Allmusic        | [ 11 ]          |
| Aftonbladet     | [ 12 ]          |
| Expressen       | [ 13 ]          |

- Андреас Хвидфельдт, обозреватель шведской газеты «Aftonbladet» ставит альбому оценку 4/5 (очень хорошо). Он называет альбом «100 % хэппи-попом» и отмечает, что из всего списка песен на диске выделяется «I want you to know», которая звучит очень по-Roxette-овски[14].
- Джейсон Дамас, обозреватель TiVo Corporation, сравнивает работу Гессле с творчеством группы The Cars, однако отмечает, что тексты Гессле не дотягивают до таковых Рика Окасека. Лучшей песней на диске называется «Stupid», а сама пластинка — «абсолютно необходимой»[15].